# Ceratinops obscurus
Ceratinops obscurus là một loài nhện trong họ Linyphiidae.
Loài này thuộc chi Ceratinops. Ceratinops obscurus được Ralph Vary Chamberlin & Wilton Ivie miêu tả năm 1939.